# Katzenbach Imre
Katzenbach Imre (Kiskunhalas, 1964. szeptember 20. – 2009. szeptember 28. vagy utána) magyar labdarúgó, középpályás.

## Pályafutása
Az MTK-VM csapatában mutatkozott be az élvonalban 1983. március 3-án a Nyíregyháza ellen, ahol 1–1-es döntetlen született. 1983 és 1990 között 150 élvonalbeli bajnoki mérkőzésen szerepelt kék-fehér színekben és tíz gólt szerzett. Tagja volt az 1986–87-es idényben bajnokságot nyert csapatnak. 1990 és 1996 között Görögországban játszott. Az 1996–97-es idényben ismét az MTK játékosa volt és így tagja lett a bajnok és magyar kupa-győztes csapatnak. Ebben az idényben szerepelt a III. Kerületi TVE csapatában is.

## Eltűnése és halála
2009. szeptember 28-án tűnt el budapesti otthonából. A  rendőrség 2019-ben tudta meg, hogy gyilkosság áldozata lett. Holttestét 2020 végén Baranyajenő térségében találták meg. 2021. március 12-én Soltvadkerten helyezték örök nyugalomra. Ugyanebben az évben fogták el a feltételezett gyilkosait, akik közül az egyik az ismert rapper, Curtis bátyja.

## Sikerei, díjai
- Magyar bajnokság
  - bajnok: 1986–87, 1996–97
  - 2.: 1989–90
  - 3.: 1988–89
- Magyar kupa (MNK)
  - győztes: 1997